# NGC 6535
NGC 6535 (również GCL 83) – gromada kulista znajdująca się w gwiazdozbiorze Węża. Odkrył ją John Russell Hind 26 kwietnia 1852 roku. Jest położona w odległości ok. 22,2 tys. lat świetlnych od Słońca oraz 12,7 tys. lat świetlnych od centrum Galaktyki.